# Chrysometa linguiformis
Chrysometa linguiformis är en spindelart som först beskrevs av Pelegrín Franganillo Balboa 1930.  
Chrysometa linguiformis ingår i släktet Chrysometa och familjen käkspindlar. Inga underarter finns listade i Catalogue of Life.